# Péter Kusztor
Péter Kusztor (Budapest, 27 dicembre 1984) è un ex ciclista su strada ungherese, è stato professionista dal 2006 al 2025.

## Palmarès

### Strada
- 2005 (dilettanti)

Campionati ungheresi, Prova a cronometro Under-23
- 2006 (P-Nívó, una vittoria)

2ª tappa Košice-Tatras-Košice (cronometro)
- 2007 (P-Nívó, una vittoria)

4ª tappa Tour de Pécs
Prologo Grand Prix Cycliste de Gemenc (Szekszárd)
- 2008 (P-Nívó, tre vittorie)

Grand Prix Hydraulika Mikolasek
Grand Prix Bradlo
GP Betonexpressz 2000
- 2010 (Atlas Personal, due vittorie)

Campionati ungheresi, Prova a cronometro Elite
Campionati ungheresi, Prova in linea Elite
- 2011 (Atlas Personal, una vittoria)

Classifica generale Tour de Bretagne
- 2012 (Atlas Personal, una vittoria)

Campionati ungheresi, Prova in linea Elite
- 2013 (Utensilnord, una vittoria)

6ª tappa, 1ª semitappa Tour de Pécs
- 2015 (Amplatz-BMC, una vittoria)

Po ulicah Kranja
- 2016 (Amplatz-BMC, due vittorie)

GP Sportland Niederösterreich
4ª tappa Grand Prix Cycliste de Gemenc
- 2018 (My Bike-Stevens, una vittoria)

V4 Special Series Debrecen-Ibrány

### Altri successi
- 2007 (P-Nívó)

Prologo Tour of Szeklerland (Miercurea Ciuc)
- 2009 (Atlas-Romer)

Criterium Cham-Hagendorn

## Piazzamenti

### Classiche monumento
- Milano-Sanremo

2019: 140º
2021: 142º

### Competizioni mondiali
- Campionati del mondo

Verona 2004 - In linea Juniores: ritirato
Madrid 2005 - In linea Under-23: ritirato
Salisburgo 2006 - In linea Under-23: fuori tempo massimo
Varese 2008 - In linea Elite: 69º
Mendrisio 2009 - In linea Elite: ritirato
Limburgo 2012 - In linea Elite: 98º
Toscana 2013 - In linea Elite: ritirato
Yorkshire 2019 - In linea Elite: ritirato
- Giochi olimpici

Pechino 2008 - In linea: 65º

### Competizioni europee
- Campionati europei

Plumelec 2016 - In linea Elite: 52º
Herning 2017 - In linea Elite: 100º